# Equalitzador

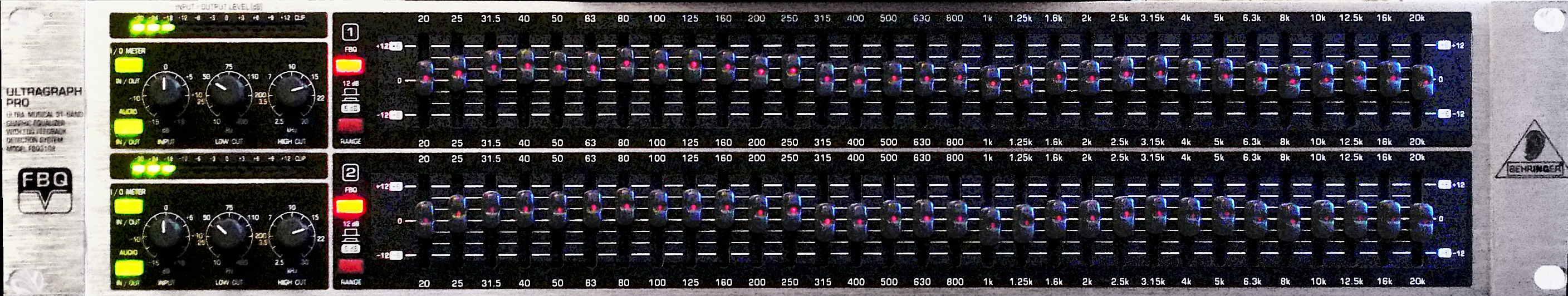

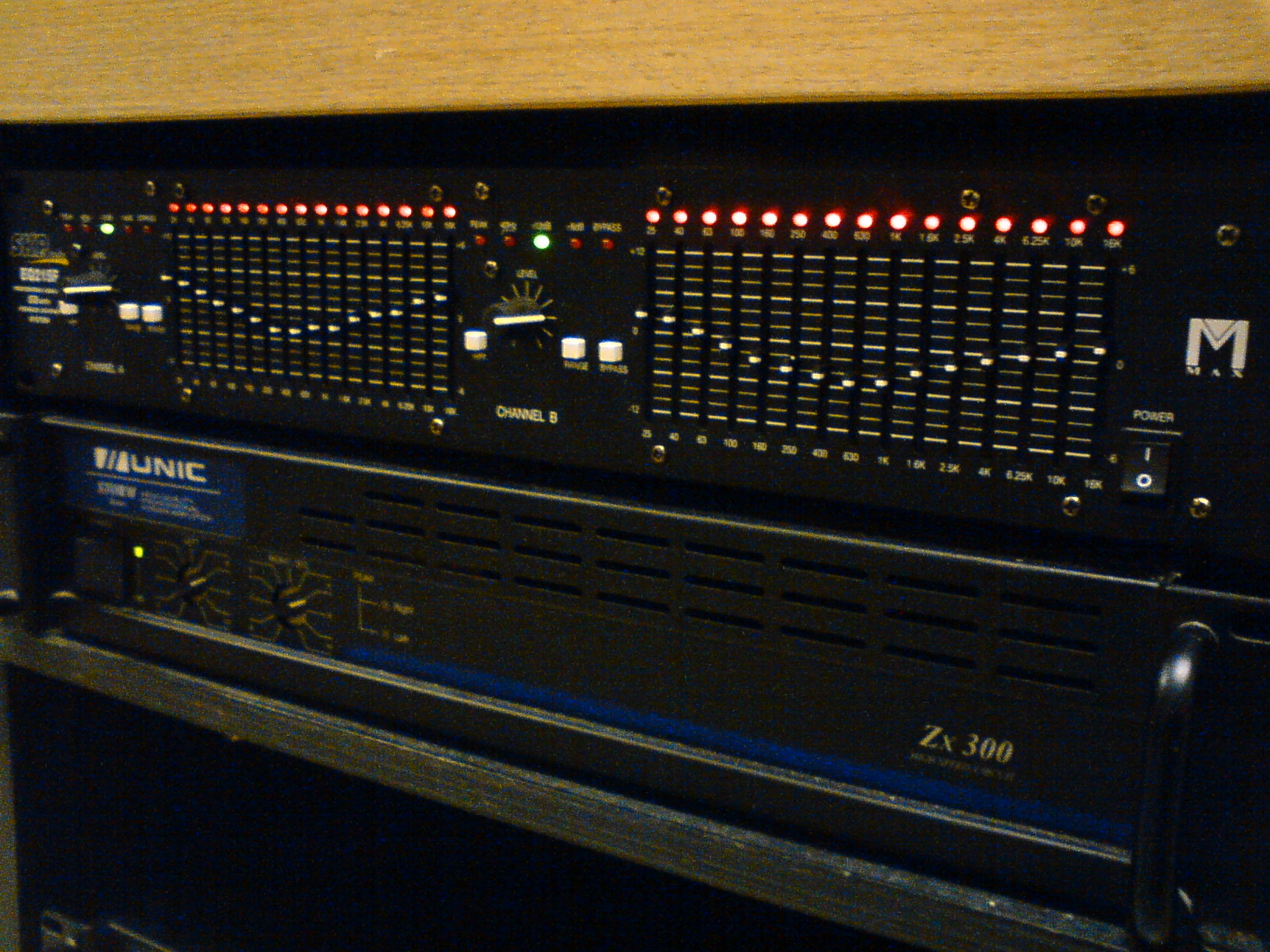

Un equalitzador és un dispositiu que processa senyals d'àudio. Modifica el contingut en freqüències del senyal que processa; canvia doncs les amplituds dels seus coeficients de Fourier, el que es tradueix en diferents volums per a cada freqüència, i així es pot variar de forma independent la intensitat dels tons bàsics.
Determinats models d'equalitzadors gràfics actuen sobre la fase dels senyals que processen, en lloc d'actuar sobre l'amplitud.
D'un mode domèstic generalment s'utilitza per reforçar certes bandes de freqüències, ja sigui per compensar la resposta de l'equip d'àudio amplificador + parlants - altaveus per ajustar el resultar a gustos personals.
Hi ha circuits analògics i circuits digitals, actius o passius, equalitzador paramètrics, gràfics i equalitzador paragràfics.
Els equalitzadors professionals solen tenir, almenys, 10 bandes. Les normes ISO estableixen que les bandes de freqüència han de ser, almenys, 31, 63, 125, 250, 500, 1000, 2000, 4000, 8000 i 16 000 hertzs.
Aquestes bandes de freqüències bàsiques són controlades per un fader o un altre potenciòmetre o control alternatiu que pot atenuar o introduir guanys d'àudio fins a 12 dB, o encara més. Per evitar distorsió per saturació "clipping", cada fader té un díode o LED, que s'encén just abans que es talli el senyal.
A més a més d'ajustar la relativa amplitud de les bandes de freqüència, un equalitzador afectarà a les relatives fases d'aquestes freqüències. Mentre que per la oïda humana no és prou sensitiva com per percebre la fase en freqüències d'audio (comportant retards de menys d'1/30 segons) en moltes altres aplicacions, l'ona original del senyal transmès ha d'ésser preservada, no només el seu contingut freqüencial.
Així, aquests filtres equalitzadors han de cancel·lar també qualsevol desfasament entre diferents components freqüencials.
Els equalitzadors estan molt relacionats amb les mescladores.

## Tipus d'equalitzadors
Hi ha tres tipus d'equalizadors segons el filtre de pic:
- Equalizador paramètric:

L'equalitzador paramètric és un equalitzador que permet el control individual de tres paràmetres per cada banda: la freqüència central, el guany i l'amplada de banda. Es pot controlar l'amplitud de cada banda, es pot canviar la freqüència central i es pot ampliar o reduir l'amplada de banda ("Q"). Els equalitzadors paramètrics són capaços de fer els ajustaments al so molt més precisos que altres equalitzadors, i són d'ús general en la gravació de so i reforç de so en directe.
Una variant de l'equalitzador paramètric és l'equalitzador semiparamètric, també conegut com a filtre d'escombrat. Permet als usuaris controlar l'amplitud i la freqüència, però utilitza una amplada de banda de la freqüència central preestablert. En alguns casos, els equalitzadors semiparamètrics permeten a l'usuari seleccionar entre una amplada de banda preestablert petit o gran.
Una possible utilització de l'equalitzador paramètric és enfatitzar la veu humana amplificant les freqüències entre 2 i 4 kHz, en la captació del bombo d'una bateria, si volem augmentar l'atac, hem d'amplificar al voltant dels 60Hz
- Equalizador grafic:

Un equalitzador gràfic és un dispositiu que processa senyals d'audio. Permet dividir un senyal en diferents bandes de freqüència, podent alterar el guany de cada banda de forma independient.
- Filtre notch:

És un filtre electrònic que no permet el pas de senyals, que les seves freqüències es trobin entre les freqüències de tall superior i inferior.
Els equalizadors poden ser dissenyats amb filtres de pic, filtres passabanda, passa-alts o passa-baixos. Un circuit de rang dinàmic pot ser connectat amb un equalitzador únicament per modificar el timbre o bé per incrementar o reduir la seva amplitud base per una banda de freqüències determinada.

## Usos
Àudio i música: Un equalitzador pic puja o baixa un rang de freqüències al voltant d'un punt central en forma de campana.
Els equalitzadors Shelving-type augmenten o disminueixen el nivell d'un ampli rang de freqüències per una quantitat fixa. Un "low shelf" afectarà les freqüències baixes, fins a un cert punt i a partir d'aquest punt tindrà poc efecte. Un high shel afectarà el nivell de freqüències altes, mentre que per sota d'un cert punt, les freqüències baixes no es veuen afectades.
Línies de telèfon: Permet corregir la reducció del nivell de les freqüències agudes en cables llargs, utilitzant xarxes Zobel. Aquest tipus d'equalitzadors també es pot utilitzar per produir un circuit amb una amplada de banda més ampla que la banda de telèfon estàndard de 300 Hz a 3,4 kHz.
Línies de televisió: Un enfocament similar al de l'àudio va ser pres amb la televisió amb dos complicacions més importants. La primera d'elles és que el senyal de televisió té un gran amplada de banda que abasta moltes més octaves que un senyal d'àudio. Un equalitzador de televisió per tant, sol requerir més seccions del filtre que el d'un equalitzador d'àudio. La segona qüestió és que l'equiparació de fase és imprescindible per al senyal de televisió analògica.
Telecomunicacions digitals: Els moderns sistemes de telefonia digital, tenen menys problemes en el rang de freqüència de la veu, ja que només la línia local per a l'abonat que ara està en format analògic, però circuits DSL que operen en el rang de MHz en els mateixos cables poden patir greus distorsions d'atenuació, que és objecte de l'automàtica equalització o l'abandó de les pitjors freqüències.